# Liste de ponts du Danemark
Cette liste de ponts du Danemark a pour vocation de présenter une liste de ponts remarquables du Danemark, tant par leurs caractéristiques dimensionnelles, que par leur intérêt architectural ou historique.

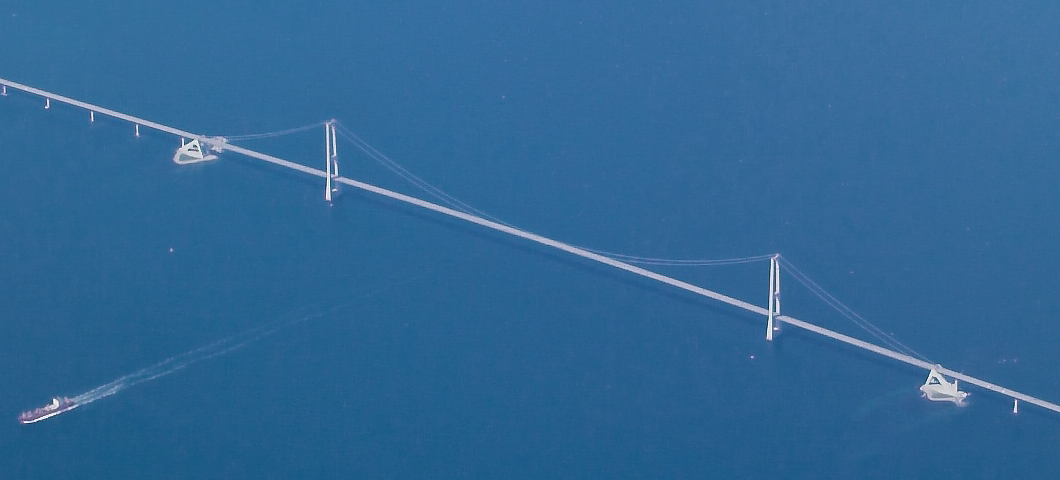
Le pont est du Grand Belt, troisième plus grande portée au monde, toutes catégories de ponts confondues.

Elle est présentée sous forme de tableaux récapitulant les caractéristiques des différents ouvrages proposés, et peut-être triée selon les diverses entrées pour voir ainsi un type de pont particulier ou les ouvrages les plus récents par exemple. La seconde colonne donne la classification de l'ouvrage parmi ceux présentés, les colonnes Portée et Long. (longueur) sont exprimées en mètres et enfin Date indique la date de mise en service du pont.

## Grands ponts
Ce tableau présente les ouvrages ayant des portées supérieures à 100 mètres ou une longueur totale de plus de 1 000 mètres (liste non exhaustive).
|  |    | Nom                          | Danois                    | Portée    | Long. | Type                                                       | Voie portée Voie franchie                                                | Date | Localisation                                            | Région            | Ref.  |
|  | -- | ---------------------------- | ------------------------- | --------- | ----- | ---------------------------------------------------------- | ------------------------------------------------------------------------ | ---- | ------------------------------------------------------- | ----------------- | ----- |
|  | 1  | Pont est du Grand Belt       | Storebaeltsbroen          | 1624      | 6790  | Suspendu Tablier caisson acier, pylônes béton 535+1624+535 | Liaison du Grand Belt Vestmotorvejen Europavej E20 Détroit du Grand Belt | 1998 | Korsør - Sprogø 55° 20′ 31″ N, 11° 02′ 09,3″ E          | Sjælland          | [ 1 ] |
|  | 2  | Nouveau Pont du Petit Belt   | Nye Lillebæltsbro         | 600       | 1700  | Suspendu Tablier caisson acier, pylônes béton 240+600+240  | Fynske Motorvej Europavej E20 Détroit du Petit Belt                      | 1970 | Middelfart - Fredericia 55° 31′ 07,1″ N, 9° 44′ 56,9″ E | Danemark-du-Sud   | [ 2 ] |
|  | 3  | Pont de l'Øresund            | Øresundbroen              | 490       | 7845  | Haubané Tablier treillis acier à 2 niveaux, pylônes béton  | Europavej E20 Oresund Railway Détroit de l'Øresund (Mer Baltique)        | 2000 | Copenhague - Malmö 55° 34′ 30,6″ N, 12° 49′ 37″ E       | Hovedstaden Suède |       |
|  | 4  | Pont de Farø                 | Farøbroerne               | 290       | 1726  | Haubané Tablier caisson acier, pylônes béton 120+290+120   | Sydmotorvejen Europavej E47 Europavej E55 Détroit du Storstrømmen        | 1984 | Falster - Vordingborg 54° 56′ 37,6″ N, 11° 58′ 30″ E    | Sjælland          |       |
|  | 5  | Ancien pont du Petit Belt    | Gamle Lillebæltsbro       | 220       | 1175  | Cantilever Acier 137+165+220+165+137                       | 161 Kolding Landevej Détroit du Petit Belt                               | 1935 | Middelfart - Fredericia 55° 31′ 02,4″ N, 9° 42′ 34,3″ E | Danemark du Sud   |       |
|  | 6  | Pont d'Alssund               | Alssundbroen              | 150       | 660   | Poutre-caisson Béton précontraint 85+150+85                | 8 Omfartsvejen Détroit d'Alssund                                         | 1981 | Sønderborg 54° 55′ 19,8″ N, 9° 45′ 58,8″ E              | Danemark-du-Sud   |       |
|  | 7  | Pont du Storstrøm            | Storstrømsbroen           | 137       | 3199  | Arc Acier, tablier suspendu Pont bow-string                | 153 Brovejen Détroit du Storstrømmen                                     | 1937 | Falster - Vordingborg 54° 58′ 00″ N, 11° 53′ 05″ E      | Sjælland          |       |
|  | 8  | Pont de la Reine Alexandrine | Dronning Alexandrines Bro | 127       | 745   | Arc Acier, tablier intermédiaire                           | Præstøvej 59 Détroit de l'Ulv                                            | 1943 | Kalvehave - Møn 54° 59′ 22,1″ N, 12° 09′ 52,5″ E        | Sjælland          |       |
|  | 9  | Pont d'Odins                 | Odins Bro                 | 118       | 815   | Pont tournant Acier                                        | O2 Canal d'Odense                                                        | 2014 | Odense 55° 25′ 20,3″ N, 10° 22′ 49,3″ E                 | Danemark du Sud   | [ 3 ] |
|  | 10 | Pont du fjord de Vejle       | Vejlefjordbroen           | 110 (x15) | 1712  | Poutre-caisson Béton précontraint                          | Europavej E45 Fjord de Vejle                                             | 1980 | Vejle 55° 42′ 05,7″ N, 9° 34′ 25,4″ E                   | Danemark du Sud   |       |
|  | 11 | Pont ouest du Grand Belt     | Storebælt-vestbroen       | 110 (x51) | 6611  | Poutre-caisson Béton précontraint                          | Liaison du Grand Belt Vestmotorvejen Europavej E20 Détroit du Grand Belt | 1994 | Nyborg - Sprogø 55° 18′ 38″ N, 10° 54′ 07,4″ E          | Danemark du Sud   |       |
|  | 12 | Pont du détroit de Salling   | Sallingsundbroen          | 93 (x17)  | 1718  | Poutre-caisson Béton précontraint                          | Brovej 26 Détroit de Salling                                             | 1978 | Roslev - Mors 56° 44′ 57,1″ N, 8° 50′ 52,7″ E           | Jutland du Nord   |       |
|  | 13 | Pont du détroit de Svendborg | Svenborgsundbroen         | 90        | 1220  | Poutre-caisson Béton précontraint                          | Sundbrovej Détroit de Svendborg                                          | 1966 | Svendborg - Tåsinge 55° 02′ 48,2″ N, 10° 36′ 13,3″ E    | Danemark-du-Sud   |       |
|  | 14 | Pont nord de Farø            | Farø-nordbroen            |           | 1596  | Poutres Acier                                              | Sydmotorvejen Europavej E47 Europavej E55 Détroit du Storstrømmen        | 1984 | Falster - Vordingborg 54° 57′ 47,6″ N, 11° 59′ 54,6″ E  | Sjælland          |       |